# Ectolopha marginata
Ectolopha marginata là một loài bướm đêm trong họ Noctuidae.